# Tite Curet Alonso
Tite Curet Alonso (Guayama, Puerto Rico, 12 de febrero de 1926-Baltimore, Maryland, 5 de agosto de 2003) fue un reconocido compositor puertorriqueñoestadounidense de más de 2000 canciones de salsa, boleros y baladas románticas

## Trayectoria artística
Catalino Curet Alonso nació en Guayama en Puerto Rico. El padre de Alonso era un profesor de idioma español y músico en la banda de Simón Madera. Tenía dos años en 1928 cuando sus padres se separaron, su madre y la hermana se trasladaron a Barrio Obrero en Santurce con su abuela. La vida en este barrio y sus experiencias allí influyeron en su música. Su abuela lo crio y recibió educación primaria y secundaria. En 1941 cuando tenía 15 años, escribió su primera canción. En su niñez sus amigos eran Rafael Cortijo, Ismael Rivera y Daniel Santos.
Después de que se graduara en la secundaria, ingresó en la Universidad de Puerto Rico en donde estudió periodismo y sociología. Trabajó para el Servicio Postal de los Estados Unidos por más de veinte años. Mientras tanto también estuvo componiendo canciones. En 1960 se trasladó a Nueva York y trabajó para el periódico “La Prensa" como periodista de los deportes. En 1965, Alonso encontró al percusionista y cantante de salsa Joe Quijano, quien por primera vez llevó al disco una composición suya, titulada "Efectivamente". Para 1968 y 1969 compuso temas expresamente para La Lupe como "Carcajada final", "Puro teatro" y "La Tirana". También hizo adaptaciones musicales para artistas como Nelson Ned. Luego Alonso desarrolló un estilo único que se conoce como "salsa con una conciencia". Escribió canciones sobre temas sociales y románticos que hablaron de los negros pobres y de las dificultades a las que se enfrentan. También centró muchas de sus canciones en lo que el llamó la belleza de los negros caribeños.
En 1974 graba con su voz el álbum Aquí estoy con un poco de algo, para el sello WS Latino. A través de su vida, Alonso compuso más de dos mil canciones. Destacan títulos como "Anacaona", "Periódico de ayer", "Lamento de Concepción", "Las Caras lindas", "Juan Albañil", "Mi triste problema", "Tiemblas", "Plantación Adentro", "De todas maneras rosas", "Marejada feliz", entre muchas otras.  Algunos artistas que interpretaron sus canciones son: Joe Quijano, Wilkins, Cheo Feliciano, Celia Cruz, La Lupe, Willie Colón, Tito Rodríguez, Olga Guillot, Héctor Lavoe, Ray Barretto, Tony Croatto, Tito Puente, Ismael Miranda, Roberto Roena, Bobby Valentin, Marvin Santiago, Willie Rosario, Chucho Avellanet, Andy Montañez, Rafael Cortijo, Tommy Olivencia, Frankie Ruiz, Rubén Blades y Menudo.
Alonso se casó y tuvo una hija. La unión no duró, él y su esposa se separaron. En 1985, conoció a Norma Salazar con quien vivió el resto de su vida.
Tite Curet Alonso murió el 5 de agosto de 2003 de un ataque al corazón en Baltimore, Maryland. Richie Viera, puertorriqueño y William Nazaret, venezolano, ambos amigos de Tite, se cercioraron de que transfirieran el cuerpo de Tite a Puerto Rico. En Puerto Rico le dieron el entierro de un héroe, primero la ceremonia fue llevada a cabo en la funeraria Buxeda de Hato Rey, luego el cuerpo se trasladó al instituto de la cultura puertorriqueña en el Viejo San Juan con un protector de honor y luego entonces en el edificio del capitolio de Puerto Rico en San Juan, posteriormente a la alcaldía de San Juan donde fue recibido por el alcalde Hon. Jorge Santini. Finalmente fue sepultado en el Cementerio Santa María Magdalena de Pazzis en San Juan. Rubén Blades suspendió algunas fechas de su tour de despedida para asistir al entierro de Alonso. Cheo Feliciano, su amigo más cercano, era uno de muchos famosos que asistieron a su sepelio. 
En el vídeo musical del tema "La Perla" del grupo puertorriqueño Calle 13 que cuenta con la colaboración de Rubén Blades puede verse como este deja un CD a modo de ofrenda sobre la tumba de Tite Curet Alonso.